# جائزة الولايات المتحدة الكبرى للدراجات النارية 2009
جائزة الولايات المتحدة الكبرى للدراجات النارية 2009 هو سباق دراجات نارية أقيم بتاريخ 5 يوليو 2009 في حلبة لاغونا سيكا. كان الجولة السابعة من أصل 17 في سباق الجائزة الكبرى للدراجات النارية موسم 2009. فاز الإسباني داني بيدروسا بفئة الموتو جي بي بينما جاء الإيطالي فالنتينو روسي في المركز الثاني وحصل على المركز الثالث الإسباني خورخي لورنزو.

## وصلات خارجية
- الموقع الرسمي